# Armand Duplantis
Armand Duplantis, souvent surnommé Mondo Duplantis, né le 10 novembre 1999 à Lafayette (Louisiane, États-Unis), est un athlète américano-suédois spécialiste du saut à la perche. Possédant la double nationalité, il choisit de représenter la Suède lors des compétitions internationales. En 2022, il est le premier homme de l'histoire à sauter la barre des 6,20 m lors des compétitions officielles.
Armand Duplantis compte à son palmarès deux titres de champion olympique (en 2021 à Tokyo et en 2024 à Paris), deux titres de champion du monde (en 2022 à Eugene et en 2023 à Budapest) et trois titres de champion du monde en salle (en 2022 à Belgrade, en 2024 à Glasgow, en 2025 à Nankin). Il est par ailleurs sacré champion d'Europe en 2018, 2022 et 2024 et champion d'Europe en salle en 2021.
Le 8 février 2020 à Toruń, il franchit 6,17 m et améliore d’un centimètre le record du monde de la discipline détenu depuis 2014 par le Français Renaud Lavillenie, avant de franchir 6,18 m une semaine plus tard à Glasgow. Le 17 septembre de la même année, il franchit 6,15 m en plein air à Rome, ce qui constitue alors la meilleure performance de tous les temps en plein air, vingt-six ans après les 6,14 m de Sergueï Bubka.
En mars 2022, le Suédois améliore à deux reprises son record du monde, une première fois avec 6,19 m lors du meeting de Belgrade et une seconde fois avec 6,20 m lors des Championnats du monde en salle organisés au même endroit. Le 24 juillet suivant, il réalise une nouvelle fois la meilleure marque mondiale de tous les temps, en effaçant une barre à 6,21 m à l'occasion de sa victoire aux Championnats du monde, à Eugene, devenant ainsi le premier perchiste masculin à battre le record du monde lors d'un championnat du monde en plein air.
En février 2023, en salle, il porte son record du monde à 6,22 m lors du All Star Perche de Clermont-Ferrand. En septembre 2023, il atteint 6,23 m lors du meeting Prefontaine Classic à Eugene. En avril 2024, il porte le record du monde à 6,24 m lors du meeting d'ouverture de la Ligue de diamant à Xiamen,. Aux Jeux olympiques de Paris de 2024, il passe 6,25 m, améliorant simultanément son propre record du monde et le record olympique, conservant en conséquence son titre olympique. Il établit seulement deux semaines plus tard un nouveau record à 6,26 m en Pologne lors du meeting de Chorzów.
En février 2025, lors du Meeting de Clermont-Ferrand, il hisse son record du monde à 6,27 m au premier saut. En mars 2025, lors de son 3e titre mondial consécutif en salle, son saut vainqueur à 6,15 m est le 102e saut à plus de 6 mètres de sa carrière, franchissant cette hauteur quatre fois lors de la finale. En juin 2025, dans le cadre de la Ligue de diamant 2025 qui a lieu lors du Bauhaus-Galan à Stockholm, il établit un nouveau record à 6,28 m. En août 2025, il franchit 6,29 m à Budapest, battant pour la 13e fois son propre record.

## Biographie

### Origines et débuts
Armand Gustav Duplantis est le fils de Greg Duplantis, perchiste américain capable de sauter 5,80 m durant sa carrière et considéré alors comme le plus petit des perchistes avec une taille de 1,68 m, et de Helena Hedlund, une heptathlète et volleyeuse suédoise. Son père est aussi son entraîneur.
Armand Duplantis commence la perche à seulement 4 ans à son domicile de Lafayette en Louisiane. Il bat le record du monde de sa catégorie dès l'âge de 10 ans (3,86 m). Durant son enfance, il prend pour modèle le perchiste français Renaud Lavillenie.
Américain, ayant des ancêtres français, cadiens et finlandais, il opte en 2015 pour la nationalité sportive suédoise de sa mère avant ses premières compétitions internationales. Après avoir remporté le titre lors des Championnats du monde cadets 2015 à Cali en Colombie, il remporte la médaille de bronze lors des Championnats du monde juniors 2016 à Bydgoszcz en Pologne.

### 2017: premier record du monde junior
Début janvier 2017, il établit un nouveau record de Suède junior à 5,61 m, tout proche du record du monde junior (5,80 m, détenu par Raphael Holzdeppe). Le 4 février, Duplantis bat ce record de Suède junior à Fayetteville avec une barre à 5,72 m au premier essai. Une semaine plus tard, à New York, l'adolescent ajoute encore 3 centimètres à ce record, franchissant dès son premier essai 5,75 m lors du meeting des Millrose Games. Un mois plus tard, il améliore également le record du monde junior en plein air de Maksim Tarasov et de Raphael Holzdeppe (5,80 m) en franchissant 5,82 m, performance qui constitue alors le nouveau record de Suède senior en salle, détenu jusque-là par Alhaji Jeng avec 5,81 m (2009).
Le 1er avril, à l'occasion des Texas Relays, le Suédois améliore encore cette marque en passant 5,90 m, établissant un nouveau record du monde junior, mais battant aussi le record de Suède en plein air d'Oscar Janson de 5,87 m. Le 6 août, aux Championnats du monde de Londres, il réalise un concours de qualifications très laborieux (5,30 m au 3e essai, 5,45 et 5,60 m au 2e puis 5,70 m au 3e) mais parvient malgré tout à se qualifier pour la finale. Il y termine à la 9e place avec 5,50 m.

### 2018: titre européen à Berlin et barre des six mètres
Le 12 janvier 2018 à Reno, Duplantis ouvre sa saison hivernale avec un saut à 5,83 m, record du monde junior et national en salle, améliorant par la même occasion la meilleure performance mondiale de l'année. Quelques jours plus tard, ce record est invalidé par l'IAAF pour deux raisons : 1º il n'y a pas eu de contrôle antidopage ; 2º une règle ayant été modifiée en 2003 concernant la longueur des taquets sur lesquels repose la barre (55 mm au lieu de 75) n’a toujours pas été approuvée par la NFSH, la Fédération nationale des écoles secondaires,.

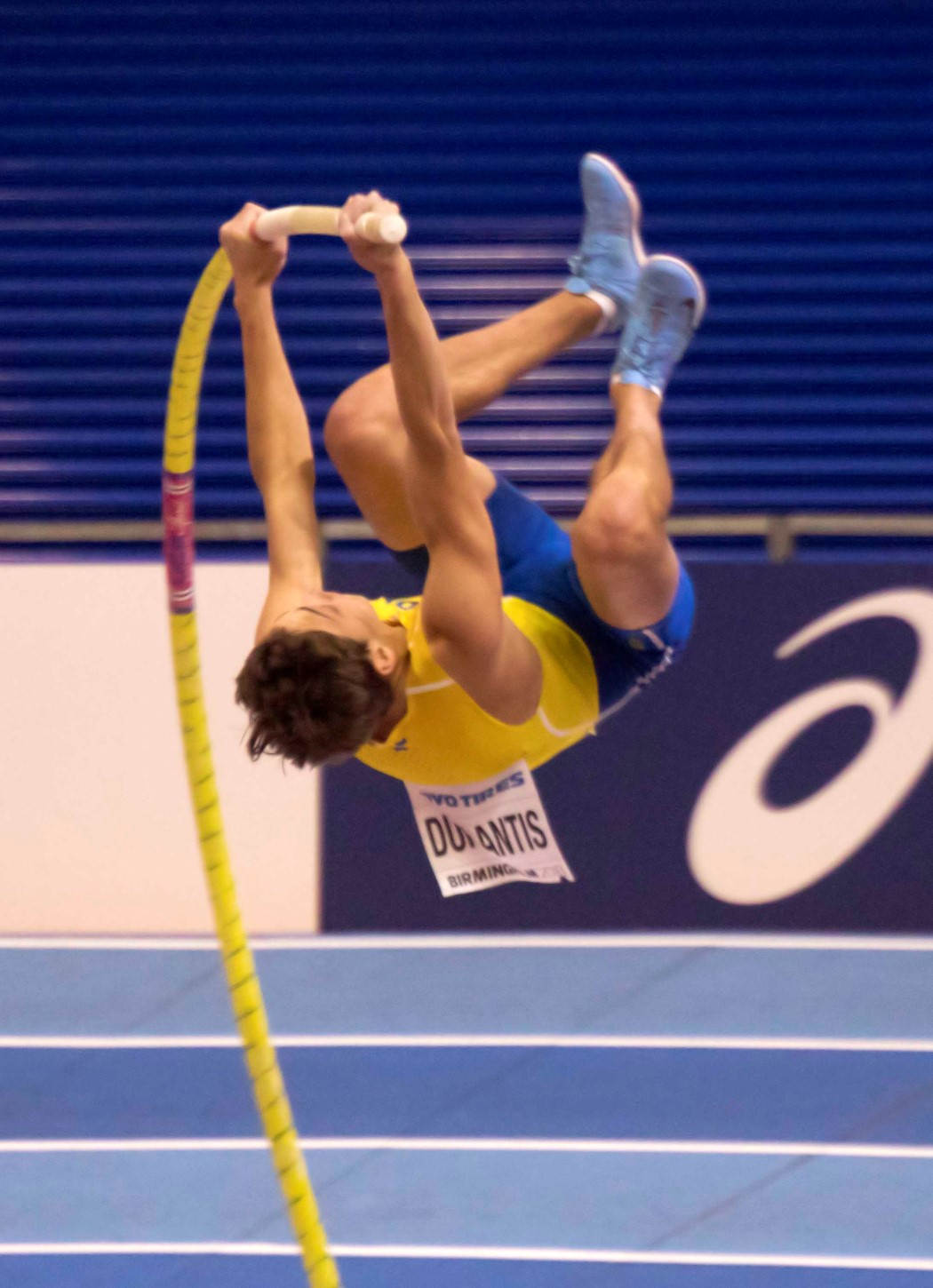
Armand Duplantis lors des Championnats du monde d'athlétisme en salle 2018.

Battu par Emmanouíl Karalís avec 5,78 m lors des championnats de Grèce en salle, Armand Duplantis reprend le record en franchissant 5,88 m lors du All Star Perche de Clermont-Ferrand, un des concours les plus relevés de l'histoire, avec sept athlètes à 5,88 m ou plus. Duplantis termine à la 5e place, derrière Sam Kendricks et Renaud Lavillenie à 5,93 m, et Paweł Wojciechowski et Axel Chapelle à 5,88 m. Le 4 mars, aux Championnats du monde en salle de Birmingham, il termine 8e avec 5,70 m.
Le 31 mars, pour sa rentrée estivale à Austin, aux Texas Relays, Duplantis améliore son propre record du monde junior en effaçant une barre à 5,92 m à son 3e essai. Il termine 3e du concours derrière Renaud Lavillenie et Shawn Barber, auteurs également de 5,92 m. Il s'agit du meilleur concours pour une 3e place depuis 1999.
Le 5 mai, en revêtant pour la dernière fois son maillot de la Lafayette High School, à Baton Rouge, il porte le record du monde junior à 5,93 m. Deuxième de son premier meeting de la Ligue de diamant le 26 mai à Eugene, lors du Prefontaine Classic (5,71 m), il remporte le 10 juin l'étape de Stockholm avec 5,86 m, pour battre le champion du monde Sam Kendricks (5,81 m). Le 19 juin, à Montreuil, il bat Renaud Lavillenie avec 5,91 m, contre 5,86 m pour le Français, devenant le nouveau détenteur du record du meeting. Il échoue à 5,96 m, barre qui aurait été un nouveau record du monde junior.
Le 30 juin, il termine avec 5,90 m à la 2e place du Meeting de Paris, derrière Sam Kendricks, auteur de la meilleure performance mondiale de l’année avec 5,96 m. Le 17 juillet, il remporte aisément les Championnats du monde juniors de Tampere avec un saut à 5,82 m, record des championnats. Il devance très largement Zachary Bradford et Masaki Ejima (tous deux à 5,55 m).

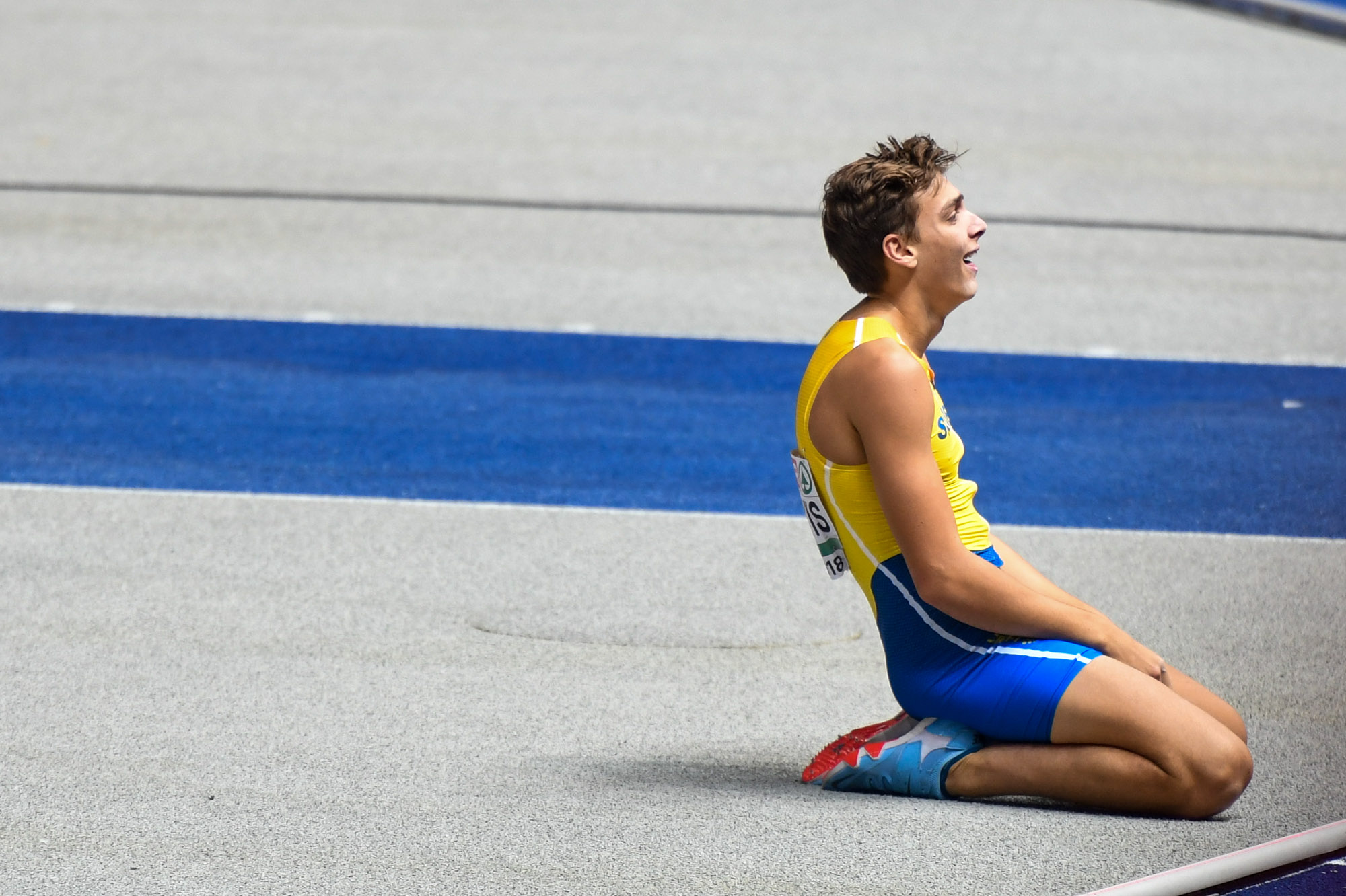
Armand Duplantis lors des Championnats d'Europe 2018.

Le 12 août, Armand Duplantis participe à la finale des Championnats d'Europe de Berlin où il s'est qualifié en terminant 6e ex æquo avec un saut au premier essai à 5,61 m (mais après un échec à son premier essai à 5,51 m). Parmi les favoris pour monter sur le podium, le Suédois réalise alors une incroyable performance en remportant la médaille d'or à 18 ans, devenant le plus jeune champion d’Europe dans tous types de concours, avec un dernier saut à 6,05 m, dans ce qui est le concours le plus élevé de l'histoire. Dans cette finale d'anthologie, l'adolescent améliore par trois fois son propre record du monde junior avec 5,95 m, puis 6,00 m et enfin 6,05 m, tandis que le Russe Timur Morgunov, 21 ans, devient le premier athlète à ne remporter que la médaille d'argent avec un saut à 6,00 m. Le Français Renaud Lavillenie, 31 ans soit treize ans plus âgé que Duplantis, réalise quant à lui la plus haute barre jamais passée pour décrocher le bronze, avec 5,95 m. Armand Duplantis devient le premier Suédois champion d'Europe du saut à la perche depuis Ragnar Lundberg en 1950 à Bruxelles, le premier junior à effacer 6,00 m, mais également le premier athlète de l'histoire à effacer six fois 5,80 m et plus dans la même compétition, performance que Sergueï Bubka, Jeff Hartwig, Romain Mesnil, Tim Lobinger, Tye Harvey, Steven Hooker et Renaud Lavillenie n'ont réalisée au mieux que quatre fois. Il est également le premier athlète à franchir deux fois la marque de 6,00 m lors du même concours en plein air, ce que même la légende Sergueï Bubka n'a jamais fait. Avec ses 6,05 m, Armand Duplantis devient le 2e meilleur performeur mondial de tous les temps en plein air derrière Sergueï Bubka et ses 6,14 m, ex æquo avec Maksim Tarasov, Dmitri Markov et Renaud Lavillenie. Cette marque constitue en outre le nouveau record du monde junior, le nouveau record de Suède, mais devient également le record des États-Unis, car la fédération américaine dispose qu'un athlète peut détenir le record national s'il possède la citoyenneté américaine, même s'il concourt sous les couleurs d'un autre pays, ; il améliore ainsi d'un centimètre l'ancienne marque détenue par Brad Walker depuis 2008.
Grâce à ces performances, il est nommé révélation de l'année 2018 par l'IAAF. Par ailleurs, à la suite de son record des États-Unis, l'USA Track and Field met à jour ses règles fin 2018, prescrivant ainsi qu'il améliore ce record[pas clair], et met également à jour trois autres records, dont le 1 500 mètres masculin, en reconnaissant un temps établi en 2004 par Bernard Lagat, antérieur à son appartenance à l'équipe américaine mais postérieur à l'obtention de sa citoyenneté, et le 60 m haies en salle féminin, où la Suédoise Susanna Kallur, détentrice du record du monde, hérite également du record des États-Unis puisqu'elle était citoyenne américaine de naissance.

### 2019: vice-champion du monde à Doha

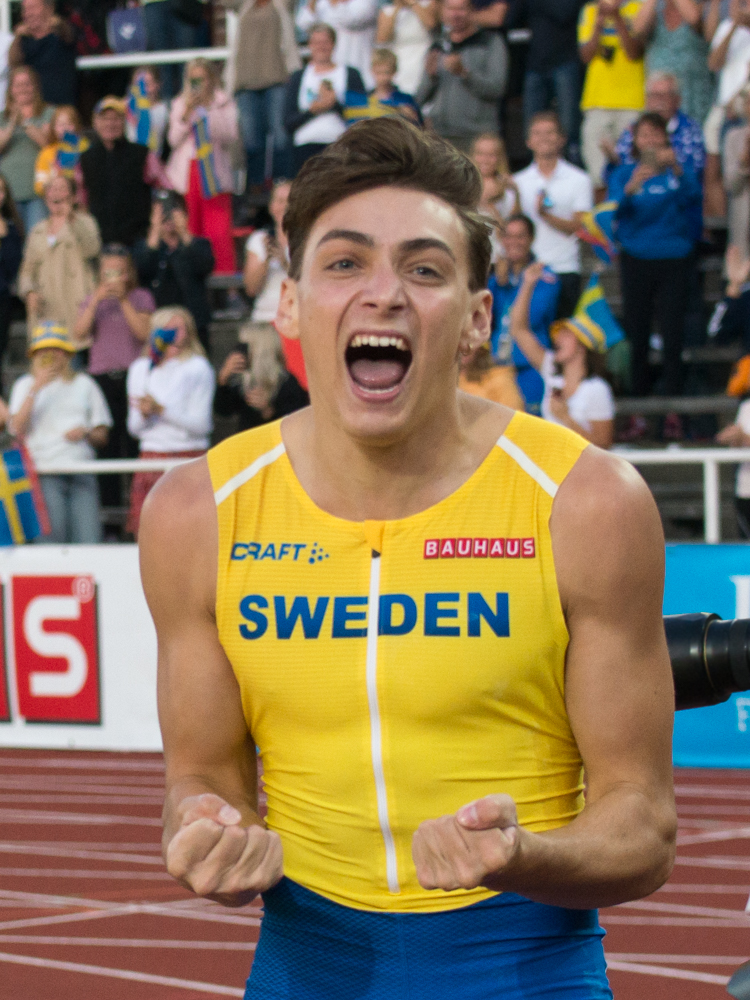
Armand Duplantis à Finnkampen en 2019.

Le 25 janvier 2019, Armand Duplantis commence sa saison en salle à Fayetteville en Arkansas avec un saut à 5,83 m, soit la meilleure performance mondiale de l'année qu'il co-détient alors avec l'Américain Matt Ludwig, auteur lui aussi de 5,83 m à Akron,[source insuffisante]. Le 2 février, il améliore la meilleure marque mondiale de la saison hivernale en passant 5,87 m à Baton Rouge, puis décide de ne pas participer aux championnats d'Europe en salle de Glasgow afin de se concentrer sur la saison estivale et la préparation des championnats du monde de Doha.
Le 12 mai, il franchit 6,00 m en plein air à Fayetteville : cette barre constitue le nouveau record universitaire américain et la deuxième performance personnelle du Suédois. Lors des championnats universitaires américains organisés à Austin le 5 juin, il est toutefois battu, à la surprise générale, par l'Américain Chris Nielsen qui bat son record personnel avec un saut à 5,95 m, contre 5,80 m pour Duplantis. Le 13 juin, il effectue sa rentrée en Ligue de Diamant à l'occasion du meeting d'Oslo, où il passe 5,81 m, battu de dix centimètres par Sam Kendricks.
Le 24 août, il franchit à nouveau 6,00 m lors d'un match opposant la Suède à la Finlande à Stockholm, puis se classe deuxième des finales de la Ligue de Diamant à Zurich le 29 août, encore une fois derrière le champion du monde Sam Kendricks. Le 1er septembre, il bat enfin l'Américain lors du meeting de Berlin grâce à un bond à 5,80 m ; c'est la première fois depuis dix concours que le Suédois ne dépasse pas au moins 5,82 m.
Lors de la finale du saut à la perche des championnats du monde de Doha le 1er octobre, il efface 5,97 m à son troisième essai, mais il est devancé par Sam Kendricks, qui passe également 5,97 m lors de sa troisième tentative et qui a eu besoin de moins d'essais que lui pour franchir 5,92 m. Armand « Mondo » Duplantis remporte tout de même la médaille d'argent à l'âge de 19 ans devant le Polonais Piotr Lisek.

Armand Duplantis franchit la barre des six mètres, le 24 août 2019 à Stockholm.
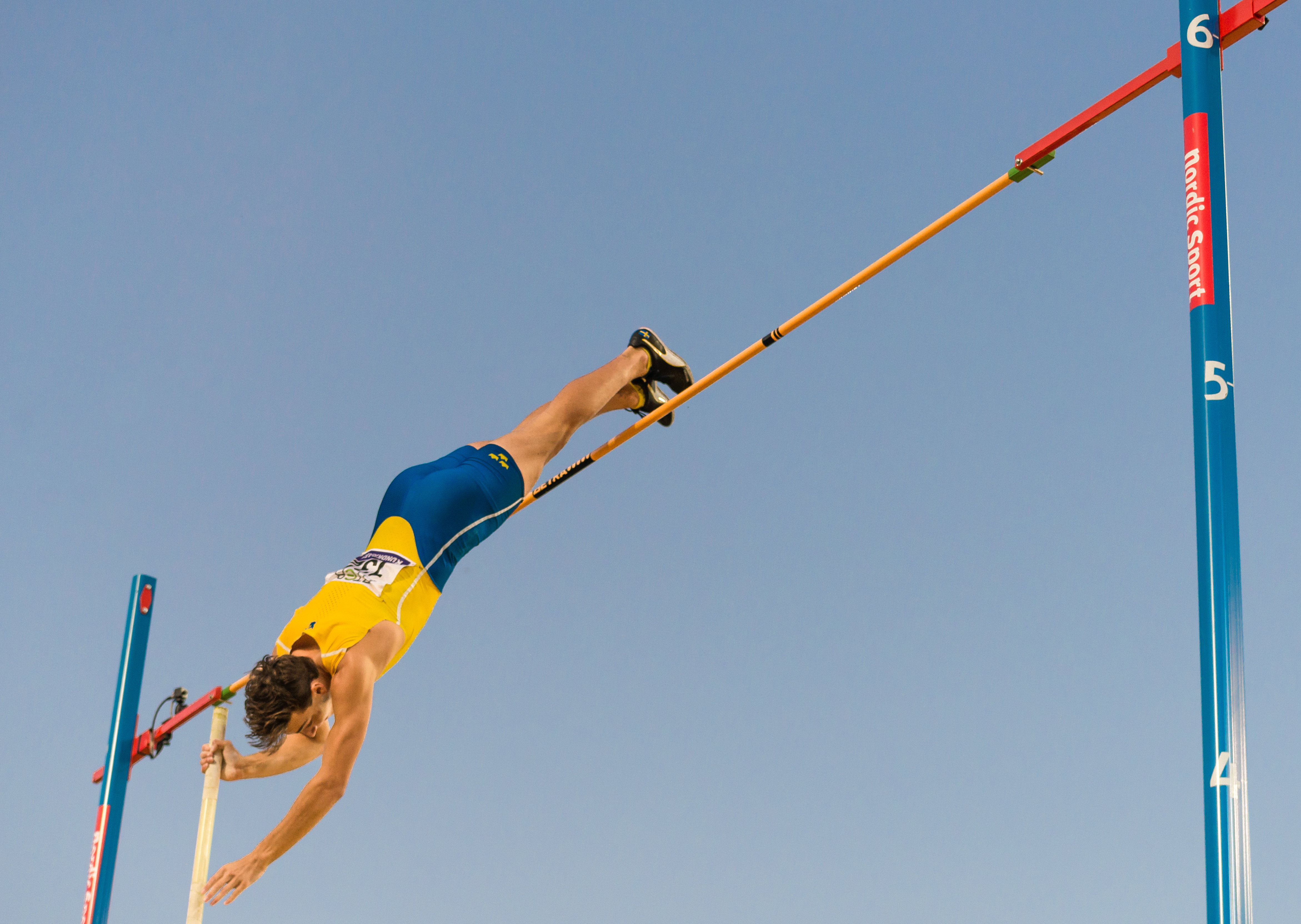
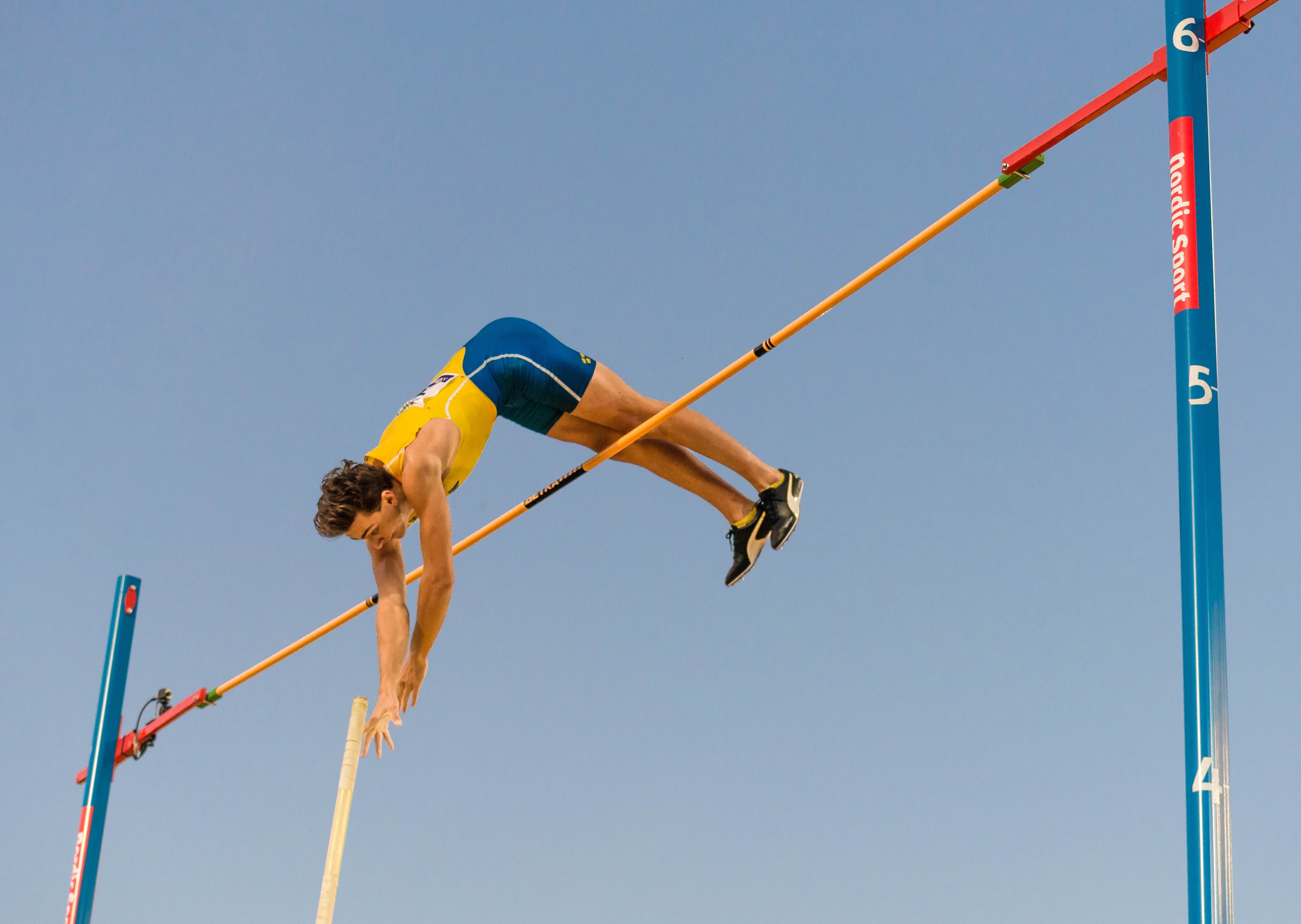
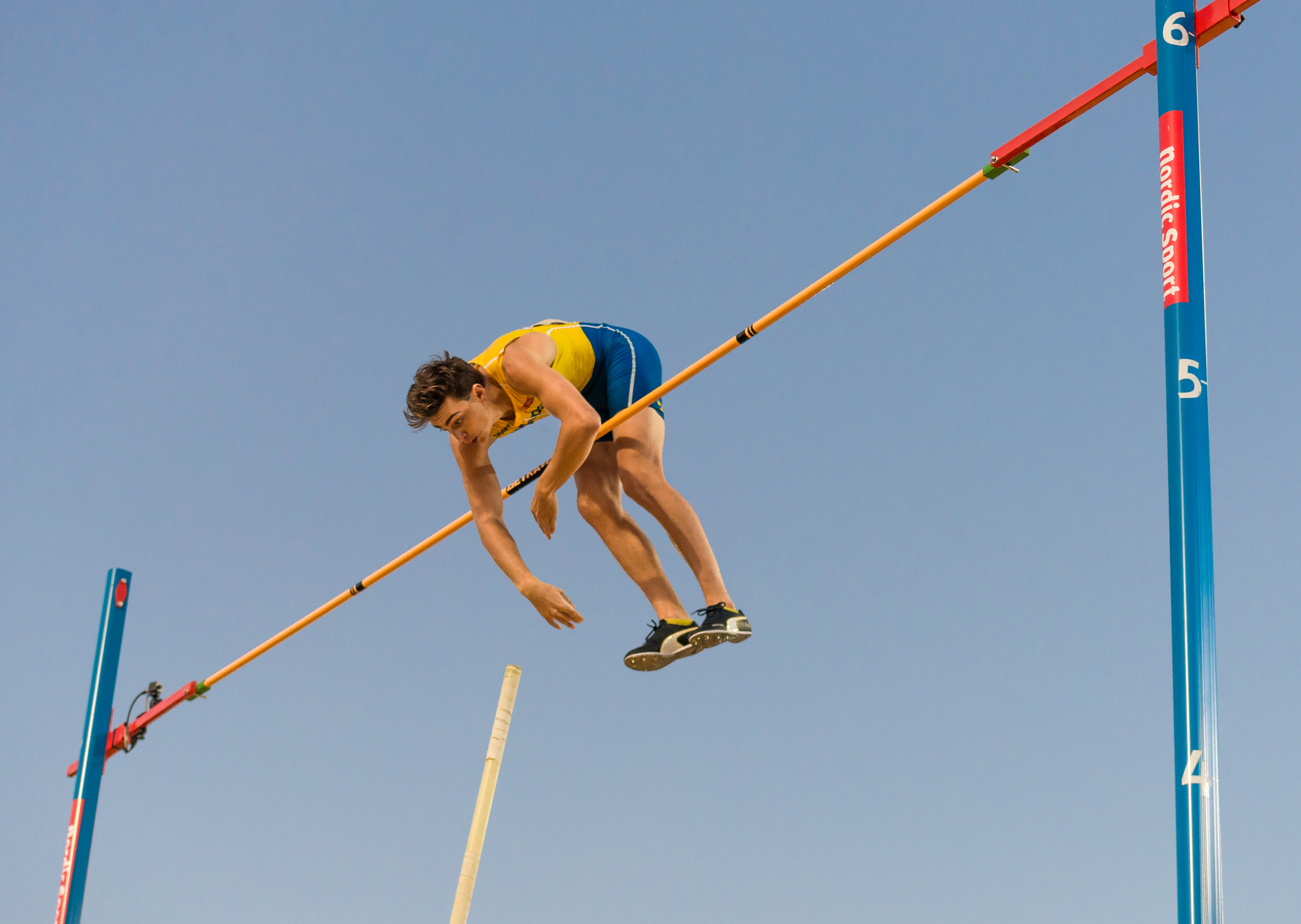
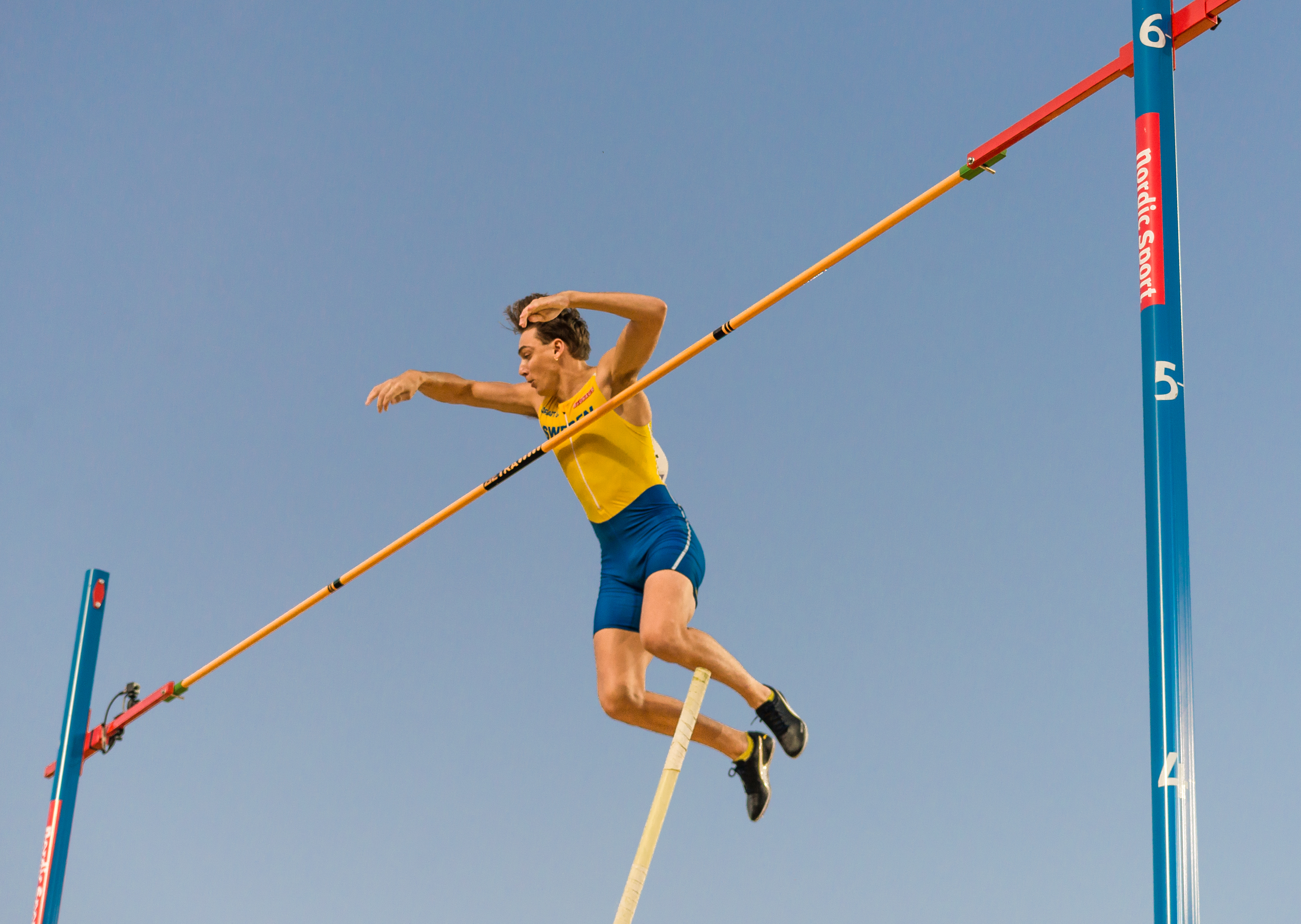
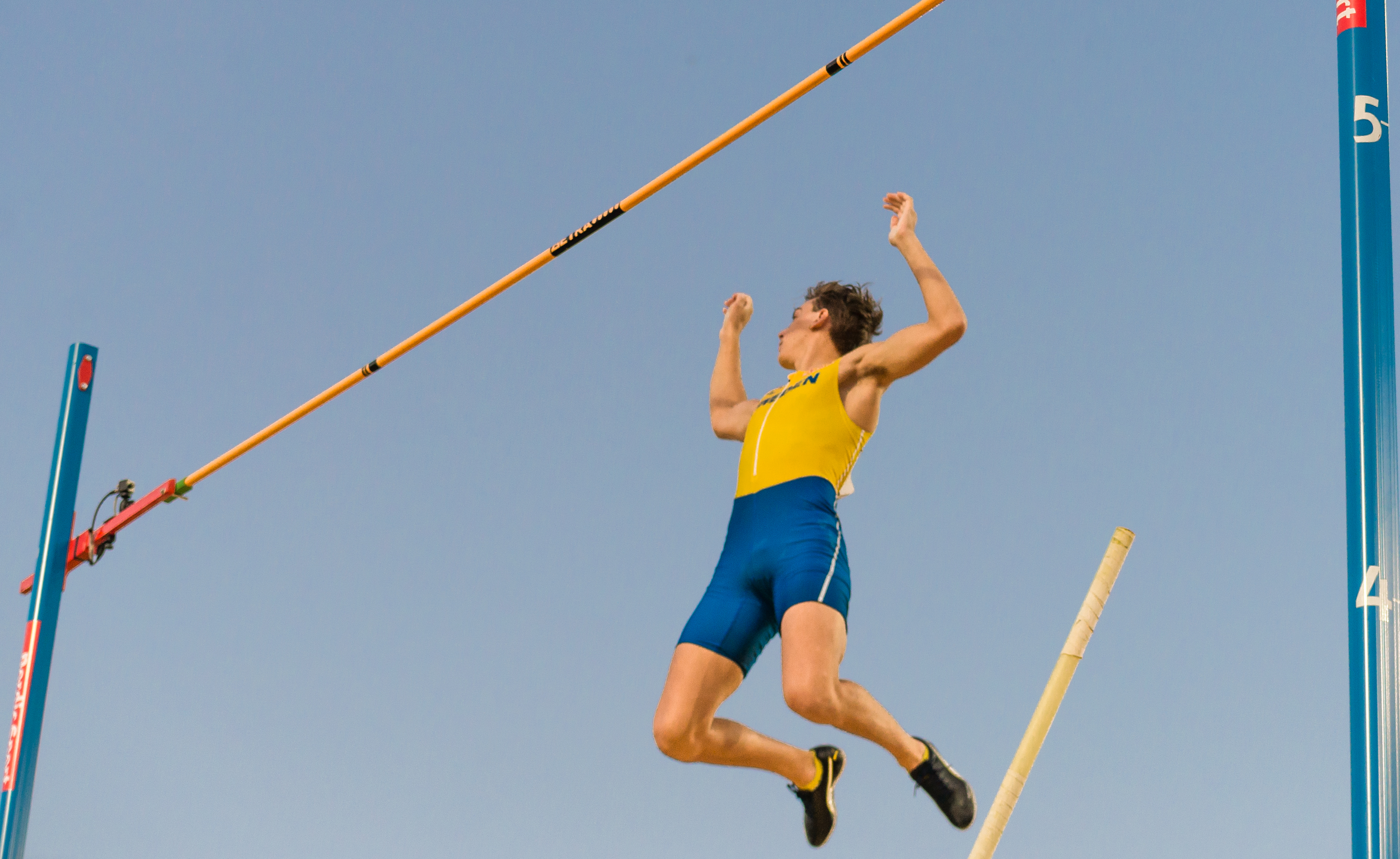

### 2020: premiers records du monde

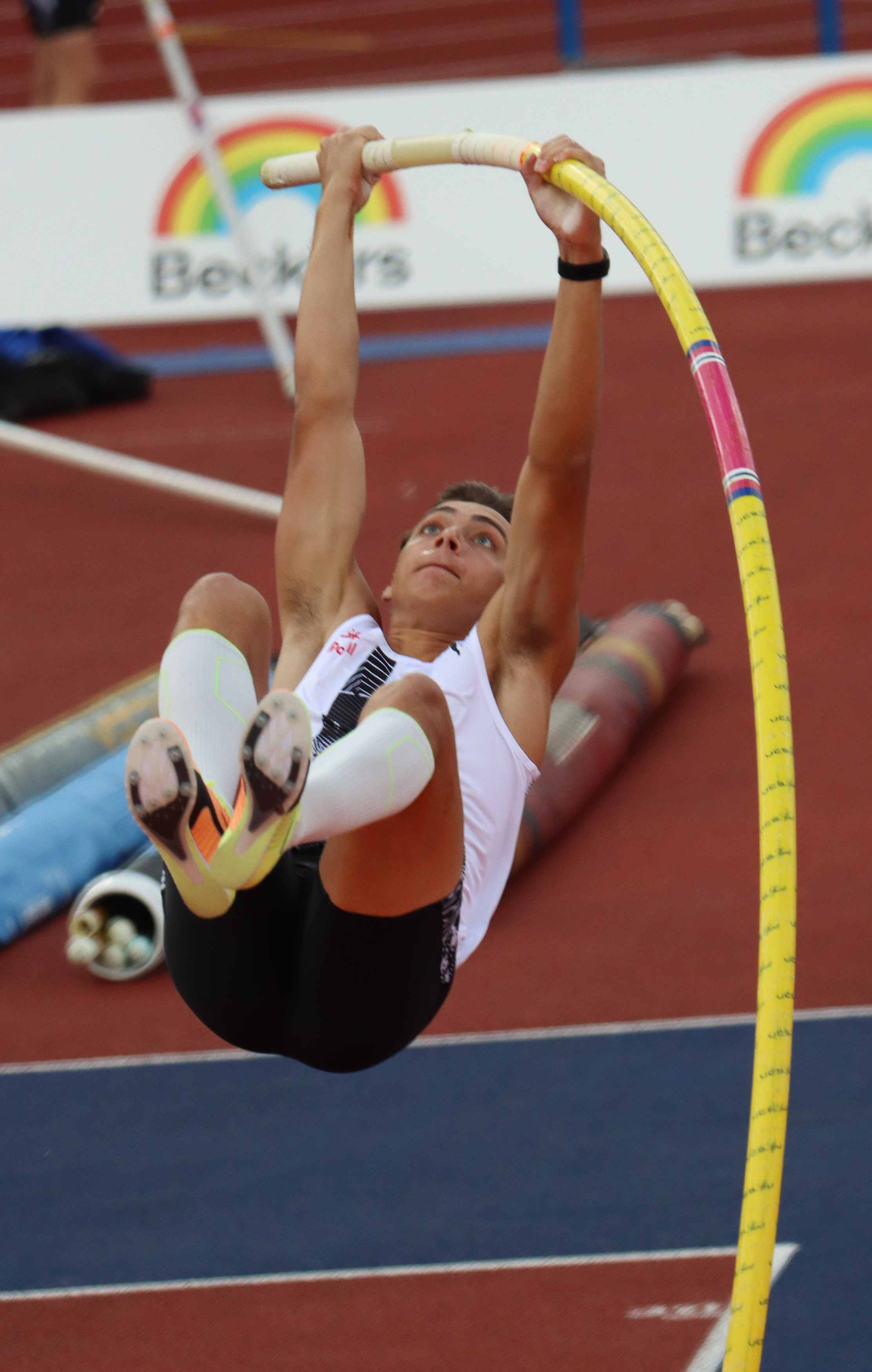
Armand Duplantis en 2020 à Stockholm.

Lors du PSD Bank Meeting à Düsseldorf, il réalise le 5e saut de sa carrière au-dessus des 6 m en compétition, avant de tenter par trois fois, sans succès, de battre le record du monde avec une barre à 6,17 m.
Mais quatre jours plus tard, le 8 février 2020 à Toruń (Pologne), Armand Duplantis efface à son deuxième essai la barre des 6,17 m, et améliore d'un centimètre le record du monde, qui était détenu depuis février 2014 par Renaud Lavillenie, et qui avait été détenu durant trente ans (1984-2014) par Serguei Bubka. La semaine suivante, le 15 février 2020 au meeting de Glasgow, il établit un nouveau record du monde avec un bond à 6,18 m à son premier essai, avec une facilité déconcertante. Peu après ces deux records du monde, il remporte le World Indoor Tour de Liévin avec un saut à 6,07 m. C'est la première fois qu'il tente des sauts à 6,19 m, qu'il rate successivement. Le 23 février, pour sa dernière compétition en salle de la saison au All-Star Perche de Clermont-Ferrand, il s'impose de nouveau grâce à un saut à 6,01 m, son cinquième concours d'affilée au-delà des 6 m, puis il échoue trois fois à 6,19 m, malgré trois tentatives très engagées.
Le 3 mai, durant la période de confinement due au la pandémie de Covid-19 il participe à l'Ultimate Garden Clash avec Renaud Lavillenie et Sam Kendricks, dont le but est de franchir le plus de fois possible les 5 mètres en 30 minutes, sur un sautoir dans leurs jardins respectifs. Avec 36 essais réalisés, le Suédois termine premier à égalité avec le Français.
Le 11 juin, il revient à la "vraie" compétition à l'occasion des "Impossible Games" d'Oslo, où il doit concourir dans un stade vide en raison de la pandémie de coronavirus, tandis que son principal adversaire Renaud Lavillenie saute depuis chez lui à Clermont-Ferrand. Le Suédois, moins facile que lors de la saison hivernale, s'impose avec un saut à 5,86 m réussi à son troisième essai, avant d'améliorer le 4 juillet à Göteborg la meilleure performance mondiale de l'année en plein air, en effaçant à son dernier essai une barre à 5,94 m, sans aucune marge. Le 14 août lors du meeting de Ligue de diamant de Monaco, il remporte le concours en franchissant une barre à 6 m, sa première de la saison estivale. Neuf jours plus tard, il efface 6,01 m à Stockholm, record du meeting, avant d'échouer de peu à 6,15 m, barre synonyme de record du monde en plein air. Le 2 septembre, il bat son record personnel en plein air en s'envolant à 6,07 m lors du meeting de Lausanne, devenant ainsi le deuxième sauteur de l'histoire en plein air derrière Sergueï Bubka, puis passe une nouvelle barre à 6 m (sa quatrième de l'été) deux jours plus tard à Bruxelles.
Le 17 septembre 2020, il établit la meilleure performance mondiale de tous les temps en plein air détenue depuis 1994 par Sergueï Bubka, en franchissant 6,15 m à Rome à son deuxième essai.
Le 5 décembre, il reçoit le Trophée IAAF de l'athlète de l'année, tandis que ses parents, Greg et Helena Duplantis, reçoivent le Prix des entraineurs de l'année. Il devient le plus jeune athlète de l'histoire à recevoir cette récompense.

### 2021: titre olympique à Tokyo
Pour sa rentrée 2021 au meeting de Düsseldorf le 31 janvier, le Suédois efface une barre à 6,01 m, avant de tenter un saut à 6,19 m, synonyme de record du monde, qu'il n'engage pas. La semaine suivante au Perche Elite Tour de Rouen, il franchit 6,03 m avant d'échouer à trois reprises à 6,19 m, ce qui lui permet néanmoins de prendre possession de la meilleure performance mondiale de l'année. Le 24 février à Belgrade, il passe avec succès une barre à 6,10 m dès son premier essai, avec 40 centimètres de marge sur ses principaux adversaires.
Le 7 mars à Torun, il est sacré champion d'Europe en salle avec un saut à 6,05 m, record des Championnats, devant Valentin Lavillenie et Piotr Lisek. Il s'agit de son premier titre international indoor chez les seniors.
La série de 23 victoires consécutives de Duplantis prend fin le 23 mai lors du meeting de Gateshead, où il est vaincu par Sam Kendricks, qui était d'ailleurs le dernier perchiste à l'avoir battu dans un concours lors des Mondiaux 2019 de Doha. Le meeting, disputé sous la pluie, voit l'Américain triompher du Suédois avec 5,74 m, contre 5,55 m seulement pour Duplantis. Ce dernier se reprend rapidement lors de son concours suivant à Hengelo, aux Pays-Bas, où il réalise la meilleure performance mondiale de l'année en plein air avec 6,10 m, déjà sa deuxième barre de l'année à cette hauteur.
Il devient champion olympique le 3 août 2021 à Tokyo avec 6,02 m mais échoue dans sa tentative d'améliorer son record du monde à 6,19 m.

### 2022: champion du monde et trois nouveaux records du monde

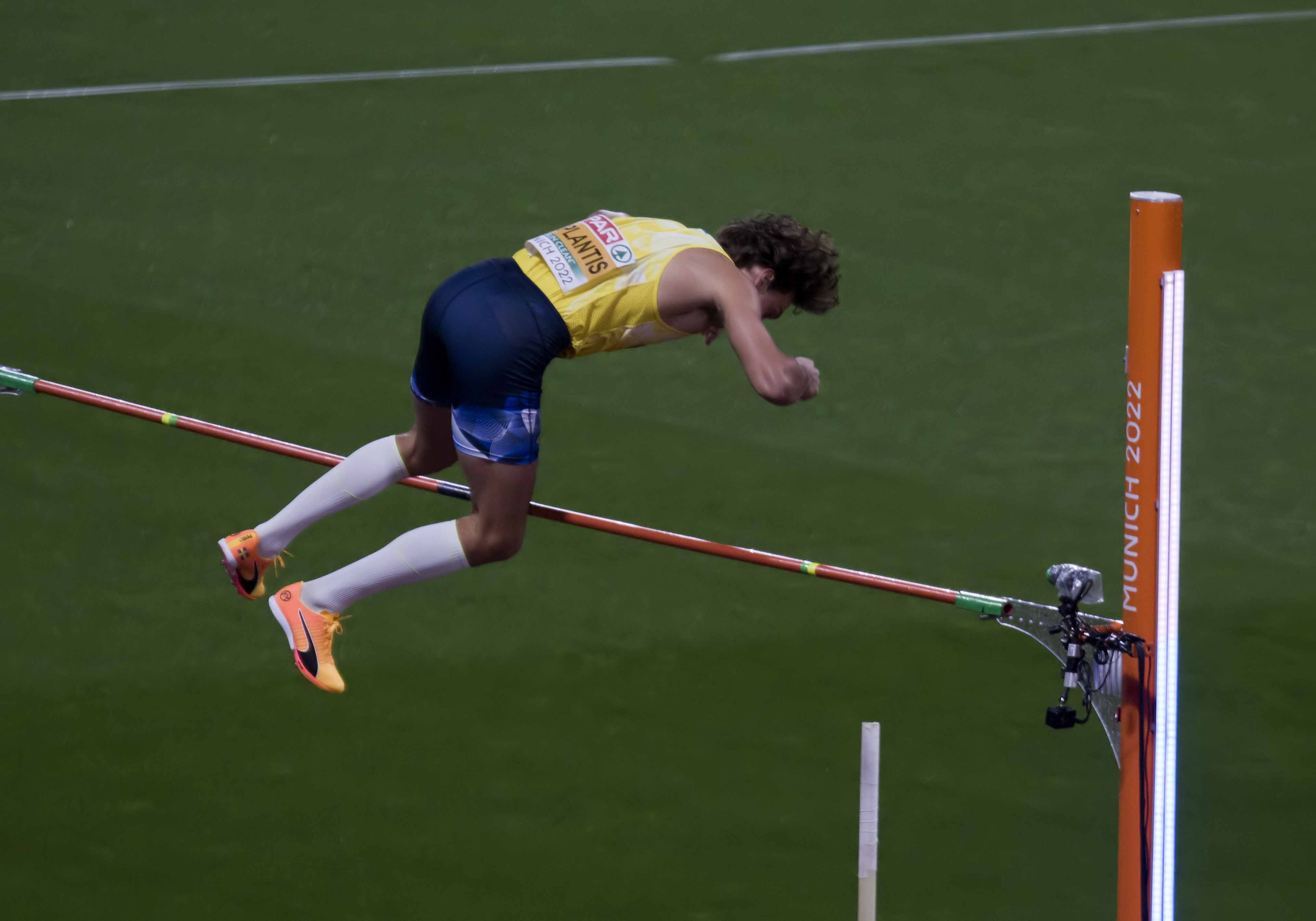
Armand Duplantis lors des championnats d'Europe 2022 à Munich.

Auteur de quatre nouveaux sauts au delà des six mètres, en salle, il franchit la barre de 6,19 m le 7 mars 2022, à l'occasion du meeting de Belgrade et améliore d'un centimètre le record du monde qu'il détient depuis février 2020.
Deux semaines plus tard, le 20 mars 2022, lors des championnats du monde en salle à Belgrade, il remporte le concours et améliore une nouvelle fois le record mondial en franchissant à son troisième essai 6,20 m.
Le 30 juin 2022, lors de la Bauhaus-Galan, il bat son propre record en extérieur de 6,15 m réalisé en 2020 en réalisant un saut à 6,16 m au deuxième essai.
Le 24 juillet 2022, en finale des championnats du monde à Eugene, alors assuré de sa médaille d'or, Duplantis tente et franchit à son deuxième essai une barre à 6,21 m, améliorant d'un centimètre son propre record du monde. Premier athlète à réaliser cet exploit lors d'un championnat du monde, il est le premier à le réussir dans une compétition en plein air depuis les 6,14 m de Sergueï Bubka en 1994. Il établit son 5e record du monde consécutif en deux ans et demi, son troisième en 2022. Le 6 août 2022 à Chorzów, il atteint la marque de 6,10 m.
Le 20 août 2022, il remporte les Championnats d'Europe 2022 à Munich, son deuxième titre consécutif après 2018, en étant le seul concurrent à franchir 5,90 m. Assuré de la médaille d'or, il tente et réalise à sa première tentative un nouveau record des championnats d'Europe avec 6,06 m.
En décembre 2022, il est élu pour la seconde fois athlète masculin de l'année par la Fédération Internationale d'athlétisme.

### 2023: deuxième titre de champion du monde

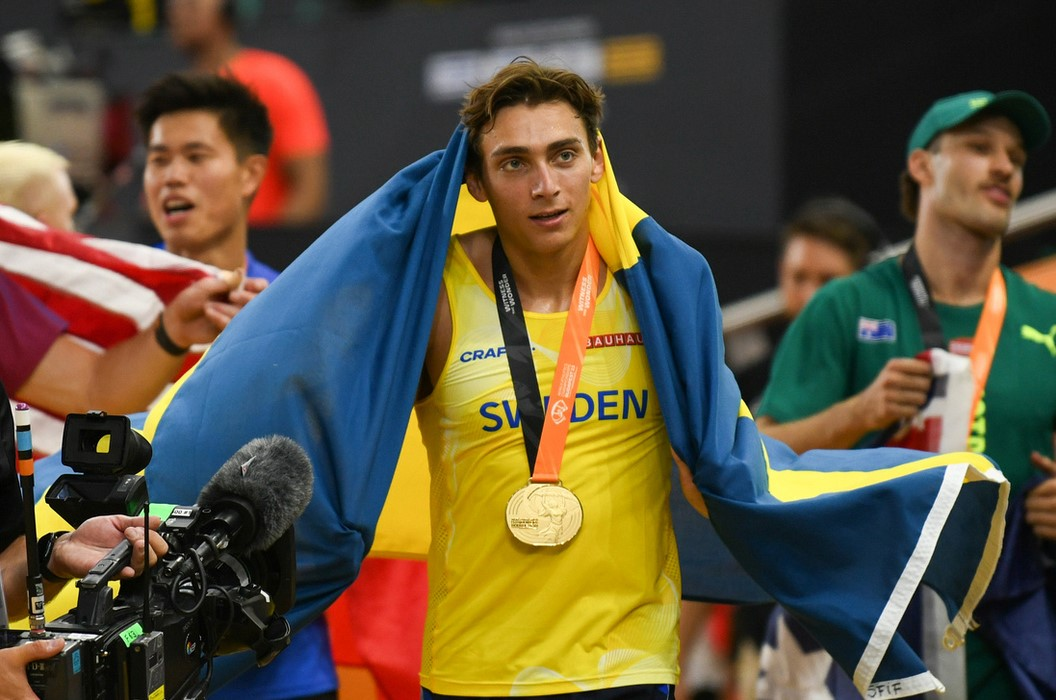
Armand Duplantis lors des championnats du monde de 2023.

Le 25 février 2023, Armand Duplantis bat pour la sixième fois le record du monde en franchissant une barre à 6,22 m, à son troisième essai au All Star Perche organisé par Renaud Lavillenie à Clermont-Ferrand.
Le 26 août 2023, il obtient un deuxième titre de champion du monde consécutif lors des Championnats d'athlétisme de Budapest, en franchissant une barre à 6,10 m.
Le 17 septembre 2023, à Eugene au cours de la Prefontaine Classic, finale de la Ligue de diamant 2023, il franchit 6,23 m à son premier essai et établit le septième record du monde de sa carrière.

### 2024: nouveaux titres de champion du monde en salle et de champion d'Europe et nouveaux records du monde
Aux championnats du monde en salle disputés en mars 2024 à Glasgow, il remporte un deuxième titre en s'imposant avec la marque de 6,05 m.
Le 20 avril 2024 lors du meeting Xiamen Diamond League de Xiamen en Chine, première étape de la Ligue de diamant 2024, Duplantis améliore d'un centimètre son record du monde en le portant à 6,24 m, franchissant cette barre dès sa première tentative,.
Le 12 juin 2024, il remporte les Championnats d'Europe 2024 à Rome, en étant le seul concurrent à dépasser la barre des six mètres. Assuré du titre, il réalise à son premier essai un nouveau record des championnats d'Europe avec 6,10 m avant d'échouer dans ses trois tentatives pour battre le record du monde.
Le 5 août 2024, venant d'être médaillé d'or des Jeux olympiques de Paris au Stade de France avec un saut à 6 m, il bat d'abord le record olympique à 6,10 m. Il demande ensuite à placer la barre à 6,25 m pour battre son record du monde de 6,24 m. Il réussit à la troisième tentative, acclamé par le public.
Le 25 août 2024, après les Jeux, Armand dépasse à nouveau son nouveau record du monde à 6,26 m.
Le 4 septembre 2024, il montre son excellente pointe de vitesse lors d'un 100m exhibition à Zurich contre le spécialiste de 400m haies Karsten Warlhom, en le dominant en 10''37, contre 10''47 à son adversaire Norvégien.

### 2025: nouveaux records du mondes
Le 15 juin 2025, Armand Duplantis hausse le record du monde à 6,28 m dès son premier essai lors de la Ligue de diamant 2025 qui a lieu lors du Bauhaus-Galan à Stockholm, constituant un douzième record du monde à son compteur,,.
Le 12 août 2025, lors du meeting de Budapest en Hongrie il bat pour la 13e fois son propre record du monde, en franchissant 6,29 m.

## Vie privée
Depuis 2020, il est en couple avec Desiré Inglander, mannequin et influenceuse suédoise,.

## Palmarès
| Date | Compétition                        | Lieu                               | Résultat | Marque |
| ---- | ---------------------------------- | ---------------------------------- | -------- | ------ |
| 2015 | Championnats du monde cadets       | Cali                               | 1er      | 5,30 m |
| 2016 | Championnats du monde juniors      | Bydgoszcz                          | 3e       | 5,45 m |
| 2017 | Championnats d'Europe juniors      | Grosseto                           | 1er      | 5,65 m |
| 2017 | Championnats du monde              | Londres                            | 9e       | 5,50 m |
| 2018 | Championnats du monde en salle     | Birmingham                         | 8e       | 5,70 m |
| 2018 | Championnats du monde juniors      | Tampere                            | 1er      | 5,82 m |
| 2018 | Championnats d'Europe              | Berlin                             | 1er      | 6,05 m |
| 2018 | Ligue de diamant                   | Bruxelles                          | 7e       | 5,68 m |
| 2019 | Ligue de diamant                   | Zurich                             | 2e       | 5,83 m |
| 2019 | Championnats du monde              | Doha                               | 2e       | 5,97 m |
| 2020 | Circuit mondial en salle de l'IAAF | Circuit mondial en salle de l'IAAF | 1er      |        |
| 2021 | Circuit mondial en salle de l'IAAF | Circuit mondial en salle de l'IAAF | 1er      | 20 pts |
| 2021 | Championnats d'Europe en salle     | Toruń                              | 1er      | 6,05 m |
| 2021 | Jeux olympiques                    | Tokyo                              | 1er      | 6,02 m |
| 2021 | Ligue de diamant                   | Zurich                             | 1er      | 6,06 m |
| 2022 | Championnats du monde en salle     | Belgrade                           | 1er      | 6,20 m |
| 2022 | Championnats du monde              | Eugene                             | 1er      | 6,21 m |
| 2022 | Championnats d'Europe              | Munich                             | 1er      | 6,06 m |
| 2022 | Ligue de diamant                   | Zurich                             | 1er      | 6,07 m |
| 2023 | Championnats du monde              | Budapest                           | 1er      | 6,10 m |
| 2023 | Ligue de diamant                   | Eugene                             | 1er      | 6,23 m |
| 2024 | Championnats du monde en salle     | Glasgow                            | 1er      | 6,05 m |
| 2024 | Championnats d'Europe              | Rome                               | 1er      | 6,10 m |
| 2024 | Ligue de diamant                   | Bruxelles                          | 1er      | 6,11 m |
| 2024 | Jeux olympiques                    | Paris                              | 1er      | 6,25 m |
| 2025 | Championnats du monde en salle     | Nankin                             | 1er      | 6,15 m |

### Résultats enLigue de Diamant
| Date              | Meeting                      | Ville     | Résultat | Marque    |
| ----------------- | ---------------------------- | --------- | -------- | --------- |
| 27 mai 2017       | Prefontaine Classic          | Eugene    | 4e       | 5m71      |
| 6 juillet 2017    | Athletissima                 | Lausanne  | 7e       | 5m73      |
| 10 juin 2018      | Bauhaus-Galan                | Stockholm | 1er      | 5m86      |
| 30 juin 2018      | Meeting de Paris             | Paris     | 2e       | 5m90      |
| 21 juillet 2018   | London Müller Anniversary    | Londres   | 3e       | 5m86      |
| 31 août 2018      | Mémorial Van Damme           | Belgique  | 7e       | 5m68      |
| 13 juin 2019      | Bislett Games                | Oslo      | 4e       | 5m81      |
| 30 juin 2019      | Prefontaine Classic          | Eugene    | 1er      | 5m93      |
| 5 juillet 2019    | Athletissima                 | Lausanne  | 3e       | 5m81      |
| 12 juillet 2019   | Meeting Herculis             | Monaco    | 2e       | 5m92      |
| 29 août 2019      | Weltklasse Zurich            | Zurich    | 2e       | 5m83      |
| 23 mai 2021       | Müller Grand Prix            | Gateshead | 2e       | 5m55      |
| 1er juillet 2021  | Bislett Games                | Oslo      | 1er      | 6m01      |
| 4 juillet 2021    | Bauhaus-Galan                | Stockholm | 1er      | 6m02      |
| 26 août 2021      | Athletissima                 | Lausanne  | 4e       | 5m62      |
| 28 août 2021      | Meeting de Paris             | Paris     | 1er      | 6m01      |
| 3 septembre 2021  | Mémorial Van Damme           | Belgique  | 1er      | 6m05      |
| 9 septembre 2021  | Weltklasse Zurich            | Zurich    | 1er      | 6m06      |
| 14 mai 2022       | Ooredoo Doha Meeting         | Doha      | 1er      | 6m02      |
| 27 mai 2022       | Prefontaine Classic          | Eugene    | 1er      | 5m91      |
| 16 juin 2022      | Bislett Games                | Oslo      | 1er      | 6m02      |
| 30 juin 2022      | Bauhaus-Galan                | Stockholm | 1er      | 6m16      |
| 2 septembre 2022  | Mémorial Van Damme           | Belgique  | 2e       | 5m81      |
| 8 septembre 2022  | Weltklasse Zurich            | Zurich    | 1er      | 6m07      |
| 15 juin 2023      | Bislett Games                | Oslo      | 1er      | 6m01      |
| 2 juillet 2023    | Bauhaus-Galan                | Stockholm | 1er      | 6m05      |
| 16 juillet 2023   | Silesia Memorial             | Chorzów   | 1er      | 6m01      |
| 21 juillet 2023   | Meeting Herculis             | Monaco    | 4e       | 5m72      |
| 31 août 2023      | Weltklasse Zurich            | Zurich    | 1er      | 6m00      |
| 8 septembre 2023  | Mémorial Van Damme           | Belgique  | 1er      | 6m10      |
| 17 septembre 2023 | Prefontaine Classic          | Eugene    | 1er      | 6m23 (WR) |
| 20 avril 2024     | Diamond League Xiamen        | Xiamen    | 1er      | 6m24 (WR) |
| 27 avril 2024     | Yangtze Delta Athletics Gala | Suzhou    | 1er      | 6m00      |
| 2 juin 2024       | Bauhaus-Galan                | Stockholm | 1er      | 6m00      |
| 7 juillet 2024    | Meeting de Paris             | Paris     | 1er      | 6m00      |
| 21 août 2024      | Athletissima                 | Lausanne  | 1er      | 6m15      |
| 25 août 2024      | Silesia Memorial             | Chorzów   | 1er      | 6m26      |
| 13 septembre 2024 | Mémorial Van Damme           | Belgique  | 1er      | 6m11      |
| 26 avril 2025     | Diamond League Xiamen        | Xiamen    | 1er      | 5m92      |
| 3 mai 2025        | Yangtze Delta Athletics Gala | Suzhou    | 1er      | 6m11      |
| 12 juin 2025      | Bislett Games                | Oslo      | 1er      | 6m15      |
| 15 juin 2025      | Bauhaus-Galan                | Stockholm | 1er      | 6m28 (WR) |
| 11 juillet 2025   | Meeting Herculis             | Monaco    | 1er      | 6m05      |
| 16 août 2025      | Silesia Memorial             | Chorzów   | 1er      | 6m10      |

## Récompenses (hors palmarès)
- Trophée World Athletics de l'athlète de l'année en 2020, 2022 et 2023.
- Trophée Track and Field News de l'athlète de l'année en 2020.
- Trophée de l'athlète européen de l'année en 2022.
- Sportif de l'année par Eurosport en 2022.

## Meilleures performances

### Records
| Épreuve          | Épreuve   | Marque      | Lieu             | Date            |
| ---------------- | --------- | ----------- | ---------------- | --------------- |
| Saut à la perche | Plein air | 6,29 m (WR) | Budapest         | 12 août 2025    |
| Saut à la perche | En salle  | 6,27 m      | Clermont-Ferrand | 28 février 2025 |

### Records du monde
| Marque     | Lieu             | Compétition                    | Date              |
| ---------- | ---------------- | ------------------------------ | ----------------- |
| 6,17 m (i) | Toruń            | Meeting de Toruń               | 8 février 2020    |
| 6,18 m (i) | Glasgow          | Meeting de Glasgow             | 15 février 2020   |
| 6,19 m (i) | Belgrade         | Meeting de Belgrade            | 7 mars 2022       |
| 6,20 m (i) | Belgrade         | Championnats du monde en salle | 20 mars 2022      |
| 6,21 m     | Eugene           | Championnats du monde          | 24 juillet 2022   |
| 6,22 m (i) | Clermont-Ferrand | All Star Perche                | 25 février 2023   |
| 6,23 m     | Eugene           | Prefontaine Classic            | 17 septembre 2023 |
| 6,24 m     | Xiamen           | Xiamen Diamond League          | 20 avril 2024     |
| 6,25 m     | Paris            | Jeux Olympiques d’été de 2024  | 5 août 2024       |
| 6,26 m     | Chorzów          | Mémorial Kamila Skolimowska    | 25 août 2024      |
| 6,27 m     | Clermont-Ferrand | All Star Perche                | 28 février 2025   |
| 6,28 m     | Stockholm        | Bauhaus-Galan                  | 15 juin 2025      |
| 6,29 m     | Budapest         | Meeting de Budapest            | 12 août 2025      |

### Meilleures performance par année
| Année | En plein air | En salle |
| ----- | ------------ | -------- |
| 2015  | 5,30 m       | 5,11 m   |
| 2016  | 5,51 m       | 5,49 m   |
| 2017  | 5,90 m       | 5,82 m   |
| 2018  | 6,05 m       | 5,88 m   |
| 2019  | 6,00 m       | 5,92 m   |
| 2020  | 6,15 m       | 6,18 m   |
| 2021  | 6,10 m       | 6,10 m   |
| 2022  | 6,21 m       | 6,20 m   |
| 2023  | 6,23 m       | 6,22 m   |
| 2024  | 6,26m        | 6,24 m   |
| 2025  | 6,29m        |          |

Le graphique qui aurait dû être présenté ici ne peut pas être affiché car il utilise l'ancienne extension Graph, désactivée pour des questions de sécurité. Des indications pour créer un nouveau graphique avec la nouvelle extension Chart sont disponibles ici.